# 오야시오급 잠수함
오야시오급 잠수함은 1998년 취역하여 현재까지 운용되고 있는 해상자위대의 디젤 추진식 잠수함이다.

## 역사
하루시오급 잠수함의 후속함이다. 오야시오급의 후속함은 소류급 잠수함이다. 원래 잠수함은 40년을 사용할 수 있지만, 일본은 10년 마다 퇴역시키고 새로 최신형을 건조한다.
- 유시오급 잠수함, 수중배수량 2300톤
- 하루시오급 잠수함, 수중배수량 3200톤
- 오야시오급 잠수함, 수중배수량 4000톤
- 소류급 잠수함, 수중배수량 4200톤

## 동급 잠수함 목록
| 함명     | 함번   | 건조            | 진수             | 실전배치        | 퇴역   | 제조            |
| -------- | ------ | --------------- | ---------------- | --------------- | ------ | --------------- |
| 오야시오 | SS-590 | 1994년 1월 26일 | 1996년 10월 15일 | 1998년 3월 16일 | 2022년 | 가와사키 조선소 |
| 미치시오 | SS-591 | 1995년 2월 16일 | 1997년 9월 18일  | 1999년 3월 10일 | 2023년 | 미쓰비시 중공업 |
| 우주시오 | SS-592 | 1996년 3월 6일  | 1998년 10월 15일 | 2000년 3월 9일  | 2024년 | 가와사키 조선소 |
| 마키시오 | SS-593 | 1997년 3월 26일 | 1999년 9월 22일  | 2001년 3월 26일 | 2025년 | 미쓰비시 중공업 |
| 이소시오 | SS-594 | 1998년 3월 9일  | 2000년 11월 27일 | 2002년 3월 14일 | 2026년 | 가와사키 조선소 |
| 나루시오 | SS-595 | 1999년 4월 2일  | 2001년 10월 4일  | 2003년 3월 3일  | 2027년 | 미쓰비시 중공업 |
| 쿠로시오 | SS-596 | 2000년 3월 27일 | 2002년 10월 23일 | 2004년 3월 8일  | 2028년 | 가와사키 조선소 |
| 다케시오 | SS-597 | 2001년 1월 30일 | 2003년 10월 1일  | 2005년 3월 9일  | 2029년 | 미쓰비시 중공업 |
| 야에시오 | SS-598 | 2002년 1월 15일 | 2004년 11월 4일  | 2006년 3월 9일  | 2030년 | 가와사키 조선소 |
| 세토시오 | SS-599 | 2003년 1월 23일 | 2005년 10월 5일  | 2007년 2월 28일 | 2031년 | 미쓰비시 중공업 |
| 모치시오 | SS-600 | 2004년 2월 23일 | 2006년 11월 6일  | 2008년 3월 6일  | 2032년 | 가와사키 조선소 |

## 제원
- 실전배치: 11 척
- 수상배수량: 2,750 톤
- 수중배수량: 4,000 톤
- 길이: 81.7 m
- 높이: 8.9 m
- 폭: 7.4 m
- 추진: 1축 디젤-전기

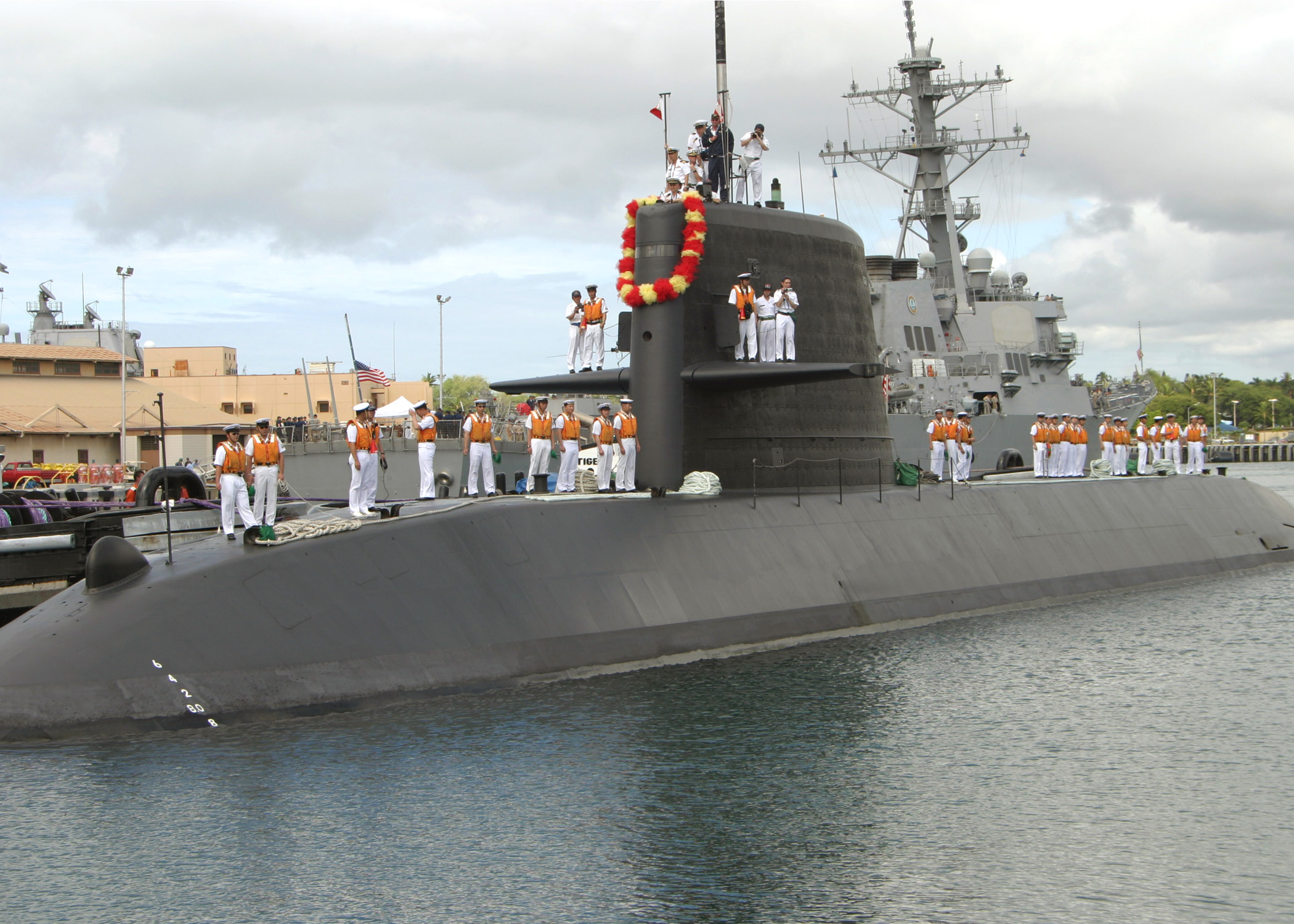
림팩 2004에 참가하기 위해 하와이 진주만에 입항한 SS-595 나루시오함

- 속도: 수상 12 노트, 수중 20 노트
- 승무원: 70 명 (10명의 간부 포함)
- 소나: Hughes/Oki ZQQ-6 hull-mounted sonar, flank arrays, 1 towed array.
- 레이다: JRC ZPS-6 I-band search radar.
- 무장: 21 인치 (533 mm) 어뢰관 6문
  - 89식 어뢰
  - UGM-84 하푼 미사일